# 短节目
短節目（英語：Short Program，簡稱SP）是花式滑冰單人滑、雙人滑與團體滑項目現行競賽內容中的頭一項。就如同名稱所指出的，表演時間較自由滑來得短。在花式滑冰歷史上，人們也曾以其他名稱呼短節目，比如1989至1992年間，它被叫做創編節目（original program），在1993至1994賽季，則被稱技術節目（technical program）。

## 歷史
短節目最早出現在1964賽季的雙人滑競賽中，更早以前雙人滑只比自由滑一項。當時雙人滑短節目叫做「連接節目」（connected program），節目中只有六個元素：指定的托舉動作組、單獨的跳躍、聯合旋轉、單人旋轉、死亡旋轉以及步法，並規定表演時間要在2分30秒以內。